# マーシャル・キー
マーシャル・キー（Marshall Key, - 1974年）は、アメリカ合衆国の地質学者。コロンビア大学教授。20世紀半ば、地向斜説を後押しする書籍「地向斜」の出版により名を残す。日本ではマーシャル・ケイとも訳される。

## 地向斜の理論
アパラチア山脈を大陸の端にある地向斜として位置づけ、ミオ地向斜とユウ地向斜に分類したことで知られる。マーシャル・キーが作成した整然とした地向斜の断面図は、20世紀後半、プレートテクトニクス理論が発展してもなお、地向斜の典型的理論の例として地質学の教科書に載り続けた。